# 和信電訊
和信電訊（英語：KG Telecom）是台灣一家已結束通信公司，由和信企業團成立，後與遠東集團旗下的遠傳電信合併。

## 沿革

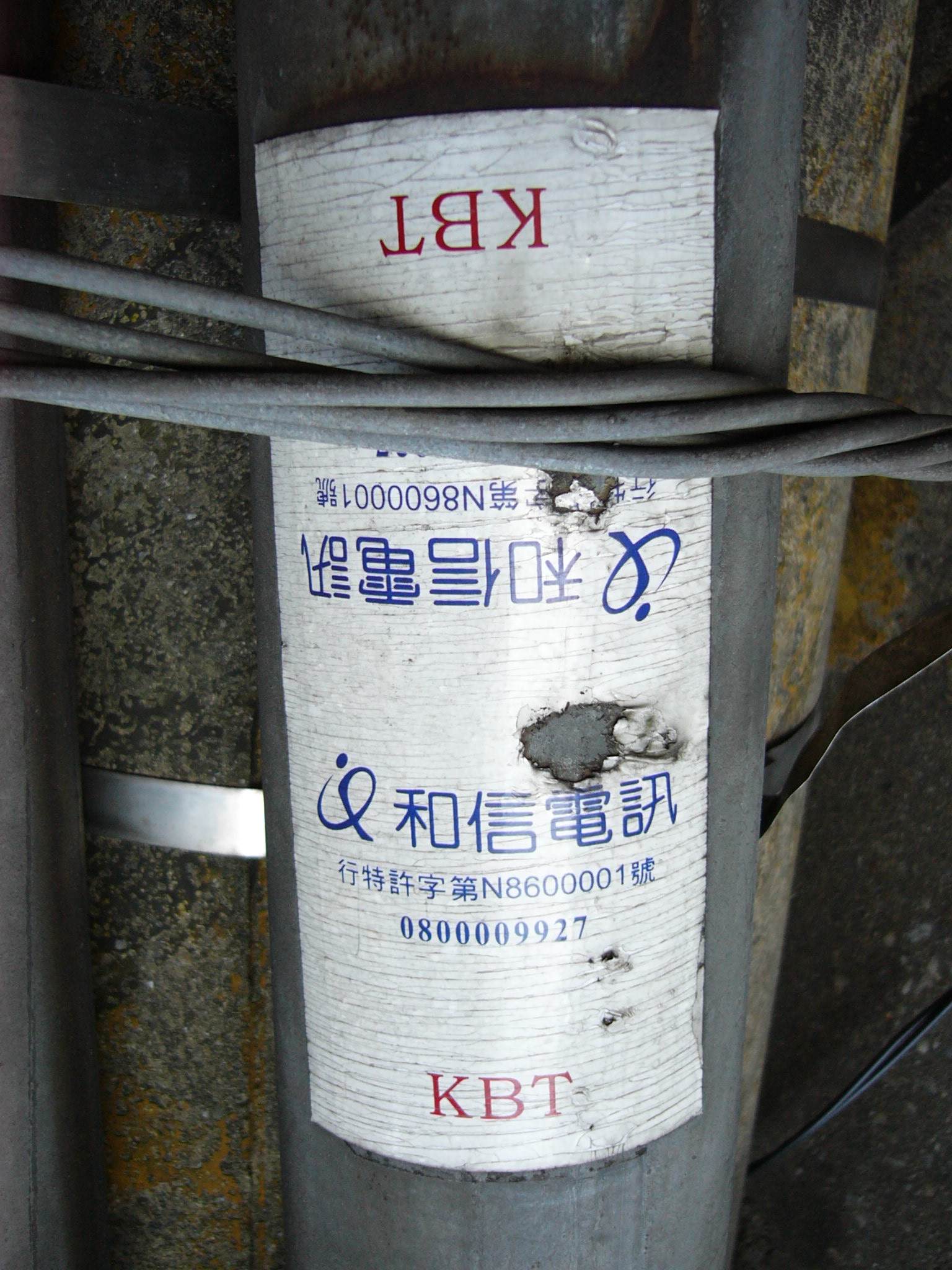
和信電訊的固網線路標籤

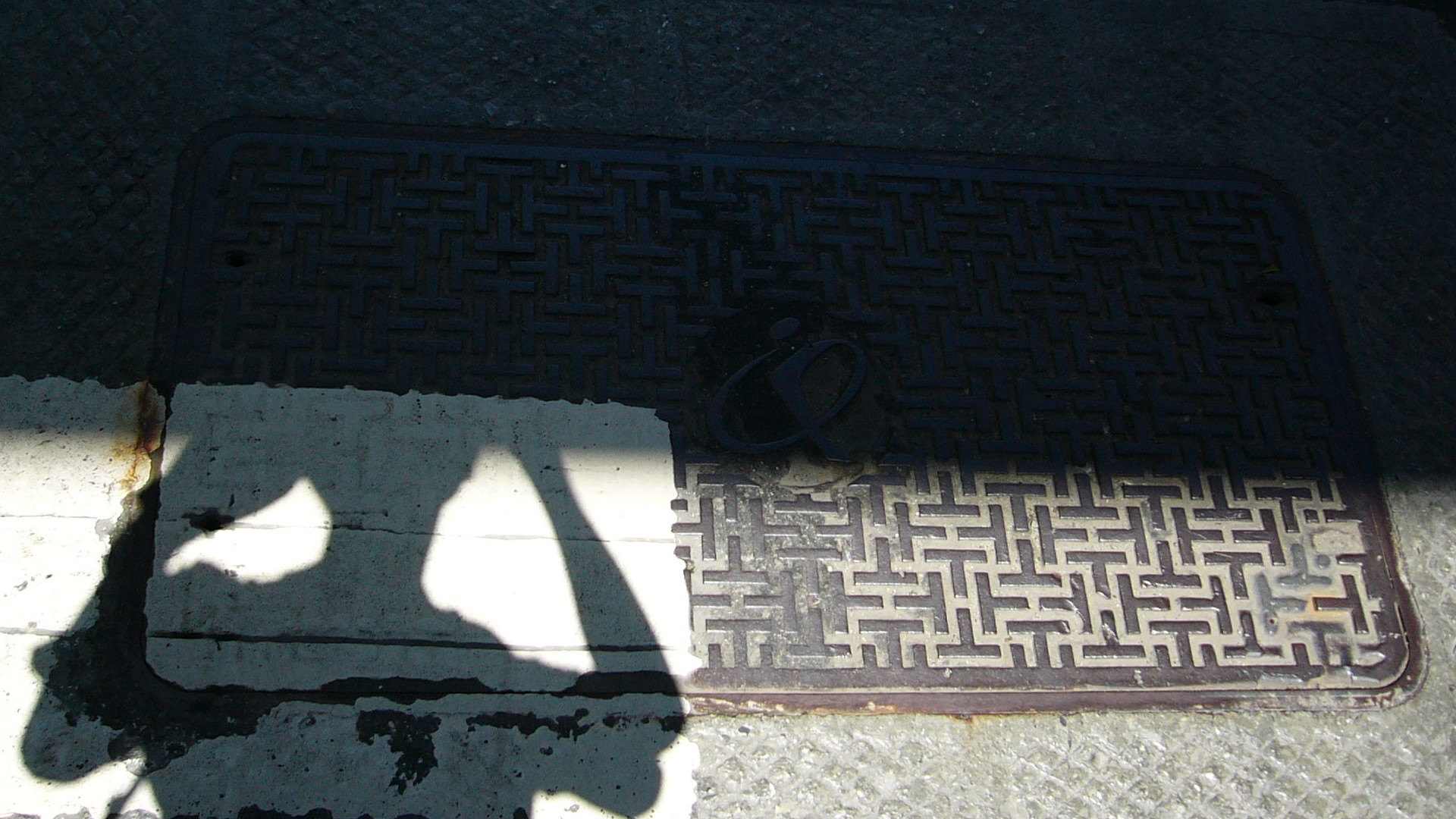
和信電訊長方形人孔蓋

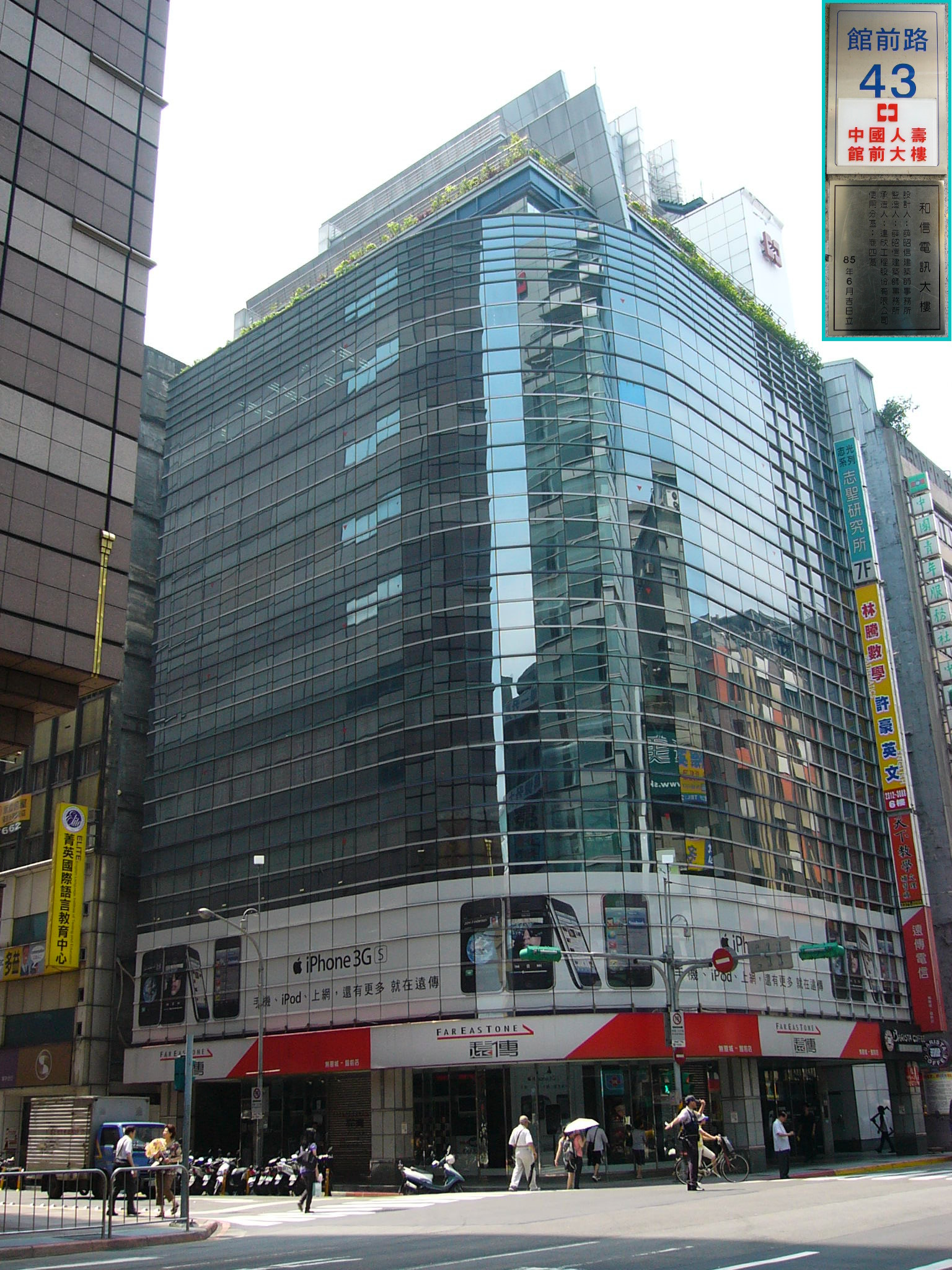
和信電訊大樓

- 1997年1月13日，和信電訊獲得營運籌設許可。
- 1997年12月6日，和信電訊正式取得中華民國交通部所核發的全國第一張民營行動電話特許執照，率先開台經營GSM1800行動電話業務，當時經營範圍為台灣北區，獲配行動電話門號冠碼為0938。除了和信電訊GSM1800行動電話服務外，和信企業團亦跨足衛星通訊、有線電視、固網及無線寬頻網路通訊領域。
- 1999年1月，和信電訊併購東帝士關係企業旗下經營台灣中區GSM1800行動電話服務的東榮國際電信（Tuntex Telecom，獲配行動電話門號冠碼為0938），提供全區GSM1800行動電話服務，總部設於台北市中正區館前路43號「和信電訊大樓」地下1樓及地上1至12樓。
- 2000年12月，NTT DOCOMO宣布投資和信電訊20%股權，成為和信電訊最大外資股東[1]。
- 2001年4月19日，和宇寬頻（KGEx）兼和信電訊董事長辜成允與索尼通訊網路社長山本泉二共同宣布，和信企業團與索尼通訊網路合資在台灣成立新公司[2]。2001年8月，和信企業團與索尼通訊網路正式成立「台灣索尼通訊網路股份有限公司」[3]。
- 2002年6月20日，和信電訊宣布取得NTT DOCOMO授權推出I-mode[4]。
- 2003年7月17日，遠傳電信董事長徐旭東與和信電訊董事長辜成允簽署遠傳電信購併和信電訊案意向書，總成交金額高達新台幣301億元[5]。
- 2004年1月，遠傳電信收購和信電訊。
- 2004年4月15日，台北地方法院首度開庭審理和信電訊控告亞太行動案（亞太行動電視廣告〈哈拉矇主篇〉影射和信電訊在通話費率優惠方案「沒說真話」，和信電訊提起訴訟要求亞太行動停播廣告並登報道歉），法官最後裁示要求雙方提出廣告的分格畫面供法院勘驗[6]。2004年6月30日，台北地方法院判決，〈哈拉矇主篇〉台詞「我說網內不用錢，其實只有前五分鐘不用錢」確實是影射和信電訊電視廣告〈哈拉900桌球篇〉，但和信電訊在其廣告中未充分說明「哈拉900」及「哈拉560」的費率方案僅限每通通話費前五分鐘或三分鐘免費，故認定〈哈拉矇主篇〉並未貶損和信電訊的商譽，和信電訊敗訴[7]。
- 2008年3月27日，和信電訊網站（http://www.kgt.com.tw）與遠傳電信網站合併，遠傳電信網站為存續網站，遠傳電信網站提供和信電訊用戶相關功能。和信電訊此時期總部設於遠傳電信總部。
- 2010年1月1日，和信電訊正式與遠傳電信合併，遠傳電信為存續公司，和信電訊為消滅公司。[8]和信電訊解散後，和信電訊大樓改名為「凱基人壽館前大樓」。

## 廣告代言
- 謝霆鋒
- 任賢齊、錢韋杉（飾演琳達）、侯湘婷（飾演安琪），三角關係的〈輕鬆打，愛的選擇〉系列廣告，當初拍了兩個結局，由觀眾決定任賢齊要選擇琳達還是安琪，最後安琪勝出。
- 張晨光拍過多支替預付卡「輕鬆打」電視廣告。
- 大小S拍過i-mode系列手機。